# Iniciação Queto

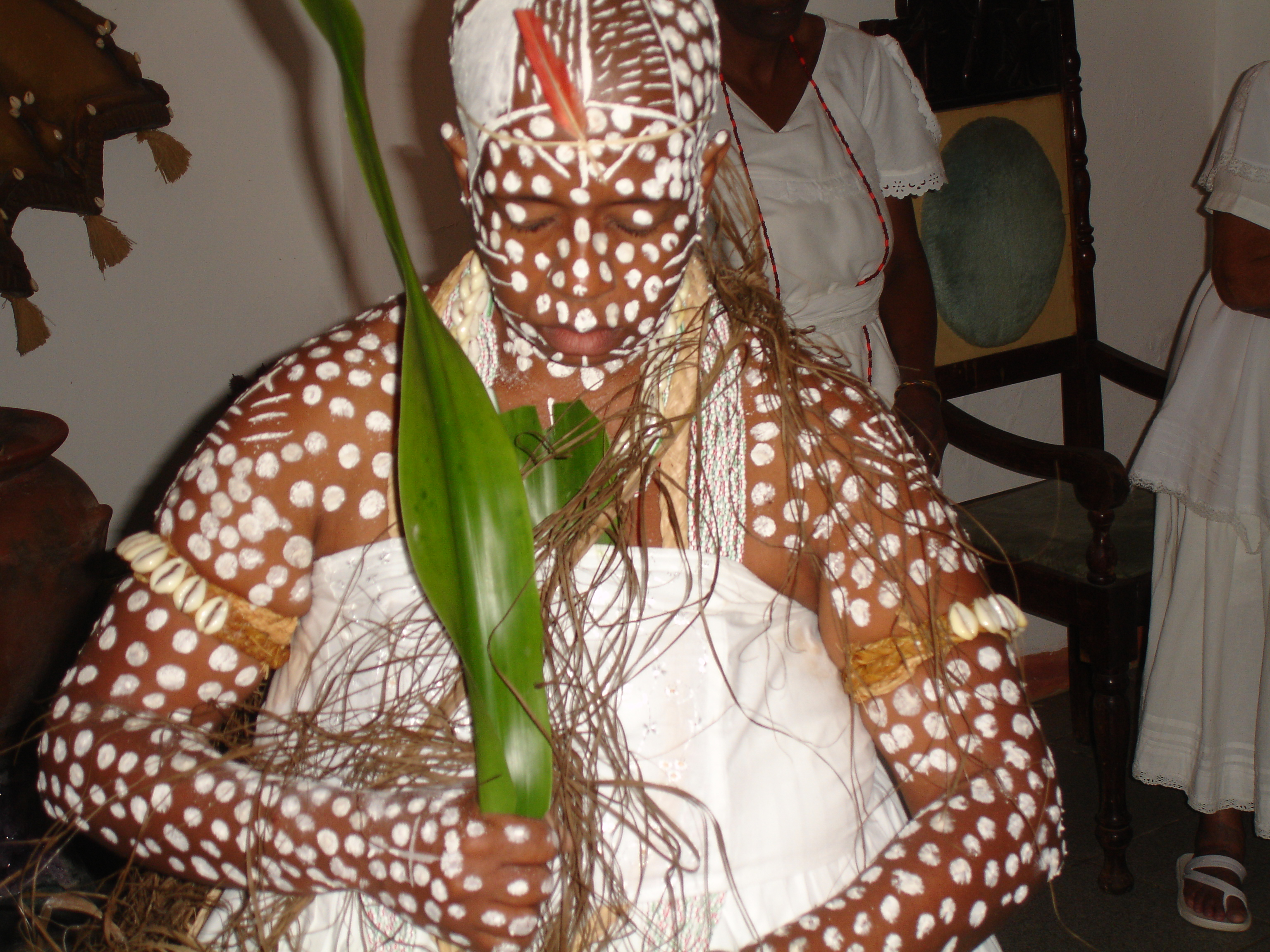
Iniciação é um rito de passagem candomblé

Para saber se uma pessoa precisa ser iniciada ou não, no Candomblé, o Babalorixá ou Ialorixá consulta o jogo de búzios no merindilogum, onde terá as respostas. Essa é uma das formas de saber. A outra é quando uma pessoa vai assistir uma festa de candomblé e entra em transe profundo. Esse transe é chamado de "Bolar no Santo" é a declaração em público do Orixá que quer a iniciação de seu filho, nesse caso o babalorixá vai consultar o jogo de búzios para saber qual é o Orixá e suas condições, se pode esperar ou se caso de urgência.
Normalmente são feitos acordos com os Orixás para que aguardem até o filho ter condições financeiras e de férias para poder se recolher.
A primeira fase da iniciação ou feitura de santo na nação Queto é de 21 dias podendo variar de casa para casa, onde a pessoa fica em retiro longe da vida profana e da família, devendo desligar-se de tudo e dedicar-se totalmente aos ritos de passagem. Saliente-se que todo o ritual da iniciação não é público. Saliente-se também que essa iniciação só pode ser feita por uma pessoa iniciada, segundo as normas do candomblé só pode transmitir o axé quem os recebeu de alguém iniciado na obrigação de Odu ijé.
Quanto ao fato da pessoa ser recolhida para ser Iaô, Ogã ou equede, essa questão só é resolvida durante a iniciação. Se a pessoa entrar em transe será um Iaô elegum, se não entrar em transe e for homem, será um Ogã, se for mulher será uma equede.

## Barco de Iaô
A iniciação pode ser de apenas um Iaô ou pode ser de muitos. Nesse caso recebe o nome de "Barco de Iaô". Quando entra para fazer o santo sozinho será chamado de Dofono (homem) ou Dofona (mulher), por ser o primeiro e único. 
No caso do barco, o primeiro Iaô será chamado de Dofono, o segundo dofonitinho, o terceiro será chamado de Fomo, o quarto de Fomutinho, o quinto de Gamo, o sexto de Gamutinho, o sétimo de Vimo, o oitavo de Vimutinho, o nono de Gremo, o decimo de Gremutinho, o décimo primeiro de Caçula e daí por diante. Essa sequência de nomes é usada na maioria das casas de candomblé de cultura Jeje-nagô.
Já houve barcos com quinze Iaôs, mas isso é muito raro, pois implica muito trabalho e dedicação de muitas pessoas para cuidar dos Iaôs. A maioria das casas recolhe no máximo três ou quatro. Existem Orixás que não podem ser iniciados junto com outros; nesse caso será recolhido sozinho.
No ano de 2011,em Salvador houve um barco com dezoito Iaôs.
No ano de 2022, em Sousa Estado da Paraíba,  houve um barco com 21 Iaôs, agora em julho de 2023, mais um barco com 21 Iaôs, iniciação na Folha de Moçambique, pertencentes ao Império de Moçambique da Oxum Ominibu, na cidade de Sousa/PB, cujo Babalorixá responsável é José Edmilson Alexandre Cardoso de Oxum Ominibu,  raiz do Axé de Moçambique de Pai Mário Miranda de casa amarela em Recife-PE, sendo bisneto de Pai Gilberto Cândido de Xangô Alafim (Rei do candomblé da Paraíba / Palácio de Xangô Alafim - João Pessoa,  neto do Babalorixá Shirley Costa do Axé Moçambique de Oyá Alaplá - Pilar/ Paraíba e filho da Yalorixá Isabel Merces de Oxum Alademin em João Pessoa/PB)

## Iniciação
Nos 3 primeiros dias a pessoa ficará descansando e fazendo os ebós de limpeza, que serão apurados no jogo de búzios e tomando banhos com folhas sagradas e abô. Ficará recolhida no roncó (quarto específico de recolhimento) próximo ao peji e será feita a primeira obrigação, que é o bori. No final dos três dias é suspenso o bori e passa para as fases seguintes.
Em seguida começa a contar o período de 16 dias. Aí tem início o longo aprendizado das rezas, costumes, práticas, lendas, histórias e a iniciação propriamente dita, que consiste em raspar a cabeça, fazer curas (pequenos cortes), assentamento do orixá, serão oferecidos animais, comida ritual, flores e frutas.

## Saída de Iaô

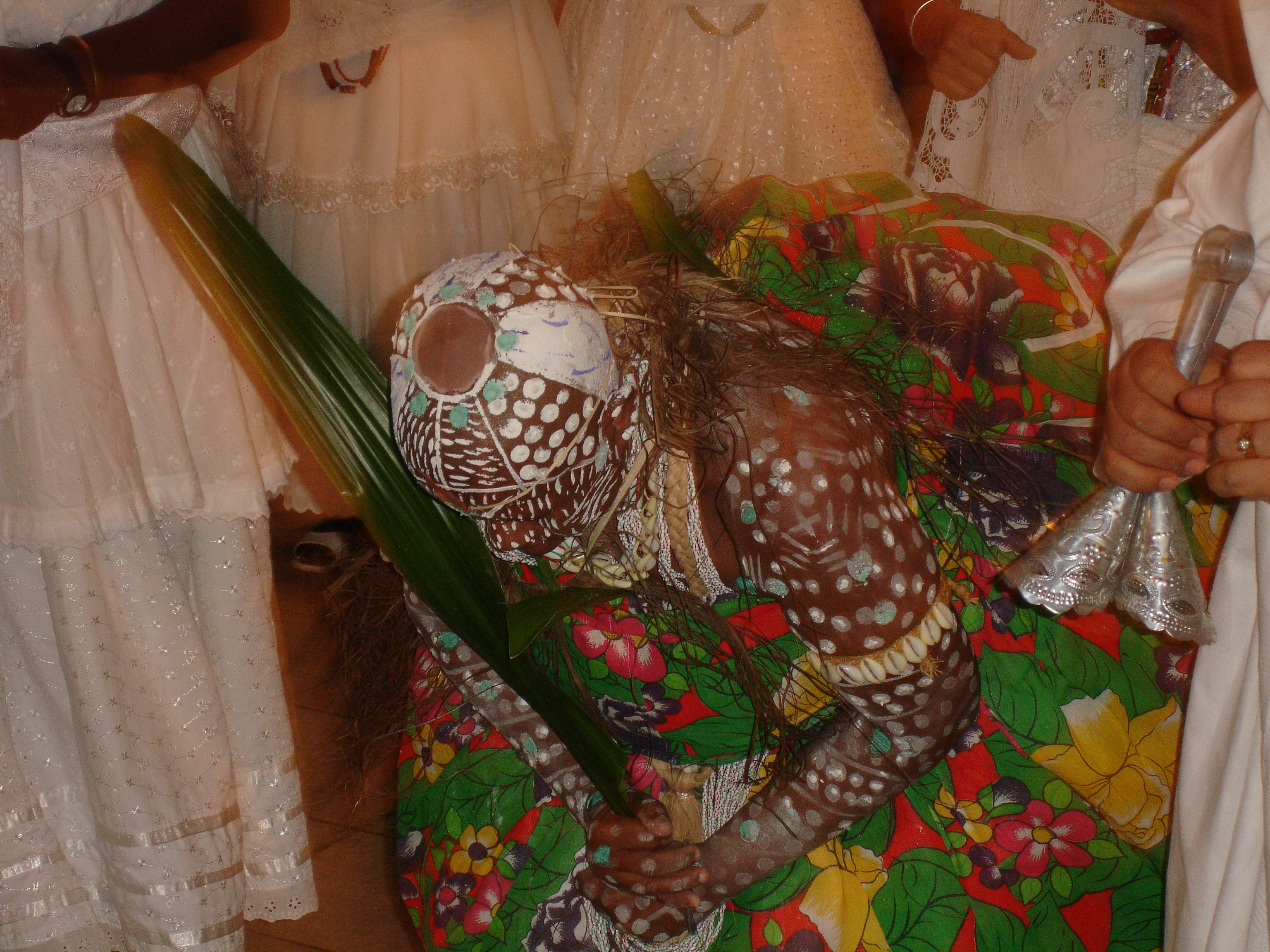
Segunda saída de Iaô, pintura colorida candomblé

No final tem a festa que é chamada de "saída de iaô", essa festa é dividida em 4 partes:
A primeira saída no barracão é interna sem a presença do público, somente os membros da casa estarão presentes. Pode ter variação de uma casa para outra ou de nação para nação, uns fazem três saídas públicas outros fazem quatro.
Inicia-se o candomblé normalmente despachando o Padê (pode ser despachado durante o dia também, depende da casa) e canta-se algumas cantigas para cada um dos Orixás, enquanto isso os Iaôs estão sendo preparados para a primeira saída no barracão de festas.
a primeira saída pública o Iaô sai do roncó (nome dado ao quarto onde ficam recolhidos) para o barracão todo vestido de branco, essa saída é em homenagem a Oxalá, traz na testa uma pena vermelha chamada Ecodidé e na parte superior da cabeça o adoxu e pintado com efum, ele vem acompanhado de sua iaquequerê, da Ialorixá e todos que ajudaram na feitura. Nessa saída o Iaô deverá saudar a porta, os atabaques o axé do centro do barracão onde está o fundamento da casa e a Ialorixá. Em seguida é recolhido para mudar de roupa.
A segunda saída pública do Iaô no barracão as roupas são coloridas em homenagem à todos os orixás e a pintura é feita com o pó azul uáji, branco efum, e vermelho ossum. O Iaô sendo de oxalá ou determinados orixás funfuns a roupa não pode ser colorida, predominando o branco, todavia a pintura colorida seja relevante em quantidade discreta.

## Momento mais esperado da iniciação

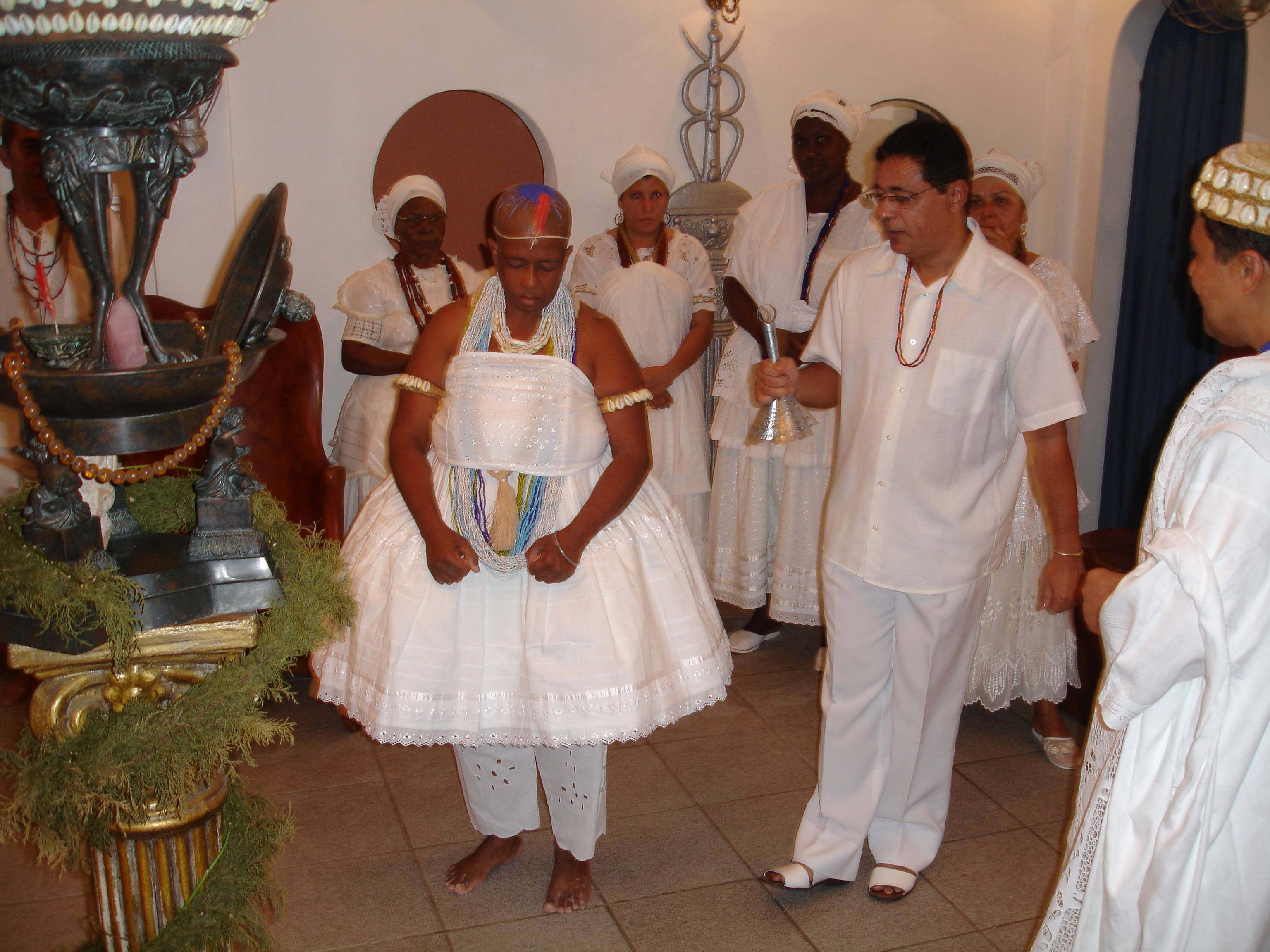
Oruncó. Hora do nome do Iaô candomblé

A terceira saída do Iaô é a mais esperada por todos da comunidade, nota-se um momento de tensão muito grande e a expectativa dos sacerdotes que contribuíram nesta sagrada iniciação, que pode ser afirmada ou negada pelo noviço de que tudo foi bem feito ou não, com o grito triunfal do seu nome. Novamente o Iaô é trazido ao Ilê Axé, desta vez sem a pintura geral, só com uma pintura de uáji no centro da cabeça (cuia de uáji) ou borilé (ritual feito com ejé do pombo branco) e ornado com penas do mesmo. O Orixá dirá seu Oruncó para todos ouvirem, nesse caso é escolhida uma pessoa (normalmente um Babalorixá ou Ialorixá de outra casa) presente para tomar o nome do Orixá, são feitas algumas cerimônias onde a pessoa pergunta por três vezes o nome do Orixá e na terceira ele grita em voz alta seu Oruncó para todos ouvirem. Depois do nome dado o Iaô é recolhido novamente para trocar a roupa.
A quarta e última saída o Orixá vem todo paramentado com roupas e ferramentas características do Orixá, para dançar e ser homenageado por todos os presentes.
No final canta-se para Oxalá e a festa é encerrada.

## Banquete

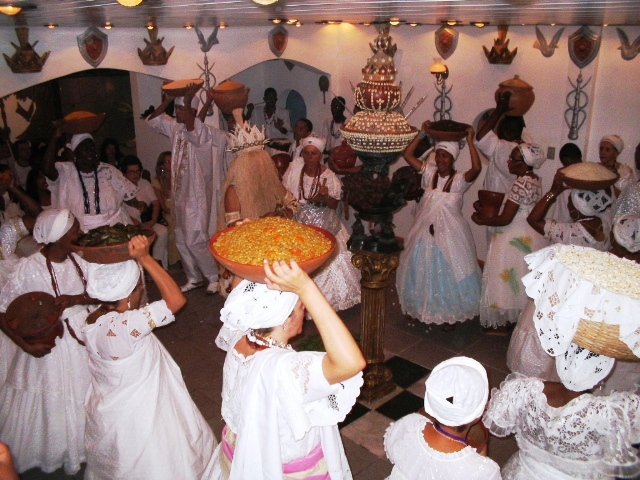
Banquete no ritual de candomblé

Quando é encerrado o candomblé todas as filhas da casa ocupam seus postos e começam a distribuir a comida ritual do banquete farto. Sempre tem comida para todos e sempre sobra. Esse banquete é composto de cabritos assados ou cozidos, galinhas, patos, pombos, canjica, milho cozido, inhame, pipoca, acaçá e acarajé. Toda comida ritual servida ao Orixá é distribuída para os presentes. Muitos candomblés não permitem bebidas alcoólicas e nesse caso é servido o Aluá. Nas casas que permitem, é servido refrigerante e cerveja.
Algumas casas atualmente não servem comida de santo para os presentes. Dependendo das posses do iniciado, poderá se contratar um Buffet para o banquete, onde serão servidos aos convidados todos os requintes contratados.

## Seguimento da iniciação chamadoUrupim.
No mesmo dia ou não, dependendo do costume da casa, as luzes elétricas são desligadas, e inúmeras velas são acesas, ouve-se um cântico tristonho como nos rituais fúnebres axexê, o Iaô cercado dos mais velhos, Iaefum, Iadagã, Iamorô, Iabassê, Iaquequerê e puxada pelo Babalorixá ou Ialorixá é trazido do peji ao Ilê Axé com um alguidar ou balaio coberto com pano branco e ornado com flores brancas e mariuô, contendo inúmeros objetos, comida ritual e o cabelo raspado no inicio da obrigação. Este ritual é denominado pelo povo do santo de carrego de urupim  e pode ser assistido por alguns membros da comunidade, mas não chega a ser uma festa pública, fechando um ciclo do rito de passagem de abiã "não nascido" para iaô "noviço ou recém nascido". 
Passada a festa o Iaô ficará mais uns dias na roça dependendo do jogo de búzios e a confirmação no merindilogum, depois será levado para sua casa pela Ialorixá que a entregará a sua família.

## Ritual do Panã
O iaô ainda desorientado devido ao longo período de transe e clausura, com os movimentos ainda trôpegos, recebe orientação do seu babalorixá ou ialorixá para executar as tarefas que serão usadas em seu dia a dia, tais como varrer, costurar, lavar, passar, sentar-se à mesa, cozinhar, etc. Numa dramatização muito divertida onde todos da comunidade tem um grande prazer de participar, rindo e até mesmo ajudando o novo iniciado. O ritual de panã tem a finalidade de fazer com que o noviço reaprenda as atividades do mundo profano e cotidiano, para que nada lhe seja prejudicial no futuro e também entenda que já é hora de voltar à sua vida normal, apesar de aproveitar mais um pequeno período do seu mundo sobrenatural, estabelecendo neste momento o euó temporário ou permanente, que o noviço terá a responsabilidade de obedecer, finalizando este ritual com outro rito chamado Kàrô (juramento feito diante do obi e uma quartinha).

## Caída de quelé

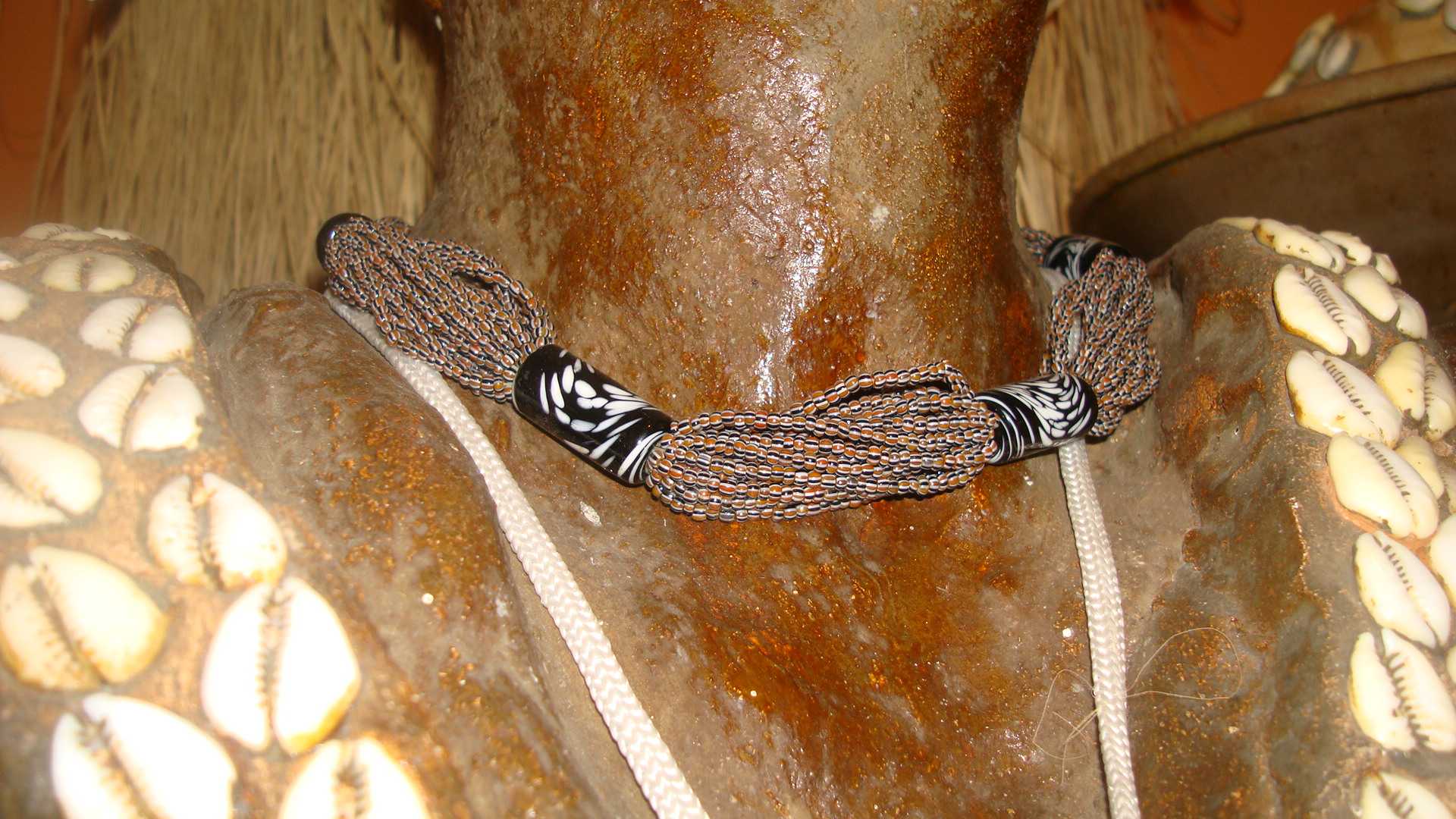
Quelé de Obaluaiê colocado em uma escultura do próprio orixá para tirar a foto - candomblé

Porém a Iaô ainda não terminou as obrigações terá ainda que cumprir um resguardo normalmente de três meses e continuar usando o quelé (uma gargantilha de contas) que foi colocada em seu pescoço no início da feitura de santo. Durante esses três meses o Iaô continuará dormindo numa esteira, usará roupas brancas e seguir uma série de restrições denominada de euó. Terminado o período de quelê, é feita a retirada do mesmo e outra festa é feita para comemorar a comumente chamada "caída de quelê".
É o período mais difícil para o Iaô que precisa voltar a trabalhar, muitos se iniciam no período de férias do trabalho e quando termina as férias precisam voltar para um ambiente onde sem dúvida será notado por todos, discriminado por alguns e terá que se manter calado, terá muitos problemas na hora das refeições, pois está proibido de entrar em bares e restaurantes, terá que levar uma marmita e aceitar os olhares de curiosidade.
Algumas casas atualmente por esse motivo têm feito alguns acordos com os Orixás para que o Iaô que precisa trabalhar já saia da roça sem o quelé, mas terá que cumprir todos os itens do resguardo nos mínimos detalhes. Nesse caso não precisará usar somente branco, poderá usar roupas de cores bem claras como azul, rosa, bege, cinza, tudo para não chamar muito a atenção. Existem casos de firmas que o uniforme é preto, marrom, azul marinho, nesses casos o Orixá permite, não vai querer que seu filho perca o emprego.

## Obrigações
Iaô São os novos iniciados de Orixá da Casa de Candomblé, durante o período de sete anos, e serão subordinados pelas pessoas de Cargos/Posto da casa. E deve obediência aos seus mais velhos. E deverão concluir suas obrigações de 1, 3 e 7 anos. Ser Iyawo, além de outros preceitos, é permanecer recolhido por um período de 21 dias, passando por doutrinas e fundamentos, para conceber a força do Orixá. Saem da vida material e nascem na vida espiritual com um novo nome Oruncó. O Mocã e os deleguns são os comprovantes e o diploma do iniciado.
Obrigação de um ano
Odum Etá (Odun Eta) ou Odum Quini (odun Kíní)
É às obrigações muito importantes é considerada como fim do resguardo do Iauó após sua iniciação. Somente esta obrigação dará ao iniciado à liberdade de viver materialmente sem restrições na sociedade e no seu convívio familiar e pessoal. 
Até fazer um ano de feitura ou pagar sua obrigação de um ano Odum Quini, ainda terá algumas restrições (euó temporário. como cortar cabelo, tomar banho de mar e outros. Será feita na obrigação de um ano de feitura, uma nova festa para comemorar a data onde serão oferecidos comida ritual, frutas e flores.
Obrigação de três anos
Odum Quetá (Odun Ketá)
Esta obrigação é considerada a confirmação da continuidade do iniciado no axé, e já está autorizado a conceber o seu ajuntó, e a começar ser liberado e graduado pelo seu babalorixá, a usar fios com Seguis e Bràjà dependendo do Orixá, e poderá deixar de usar Mocã e Delegum. (conforme orientação do babalorixá)
Outra obrigação é feita aos três anos de feitura, algumas casas ou nações fazem também uma de cinco anos, mas no candomblé Queto considera-se um ano, três e sete anos. Ele ou ela permanecerá como Iaô até completar os sete anos de feitura e fazer a obrigação de sete anos Odum Ijé.
Obrigação de sete anos
Odum Ijé (Odun Ijé) ou Odum Ejé (Odun Ejé) (a pronúncia do acento é fechada)
É uma das maiores obrigações de uma casa de Candomblé, que todos os iniciados serão obrigados a tomar sem exceção. Com essa obrigação o iniciado poderá receber posto, cargo, titulo e direitos de independência do seu babalorixá.
Só quando fizer a obrigação de sete anos Odum Ijé é que será considerado um Ebomi.
A obrigação de sete anos é tão grande e importante quanto a feitura, nessa obrigação é que será definido se o Ebomi irá abrir uma casa ou não. A Ialorixá entregará para o Ebomi no ato da festa seus pertences (jogo de búzios, pembas, favas, sementes, tesoura, navalha, tudo que vai precisar para iniciar Iaôs) no Queto é chamado Odu ijé com Oiê, em outras nações é chamado de Decá, Peneira, Cuia, etc.
Caso o Orixá da pessoa não queira abrir uma casa e queira continuar na roça da Ialorixá, o Orixá depositará os objetos recebidos nos pés da Ialorixá e sua filha não abrirá uma casa, continuará na roça onde normalmente receberá um posto para ajudar a Ialorixá.
Quando o Orixá aceita a Ebomi receberá todas as homenagens dos presentes pois está sendo consagrada como uma nova Ialorixá se for homem Babalorixá. Nesse caso terá que providenciar uma casa para onde será levado seu Orixá e iniciar um novo Ilê Axé.
- Oiê - quer dizer titulo independência, são pessoas que já tomaram seus sete anos e necessitam de um TITULO dado pelo seu babalorixá, para ser independente e Zelador (a) de Orixás, sacerdócio. Esse Oiê pode ser também um cargo na casa do babalorixá onde fez a obrigação.
- Decá - é autorização (direitos) de conduzir a sua própria casa de Candomblé, atendimento de seus adeptos e consulentes, jogar búzios, tirar ebós e iniciar pessoas no Orixá, ou Vodum dependendo da nação etc.. Na nação Jeje receberá um Hungebê é o Titulo de sacerdócio exclusivo da nação Jeje e um amuleto do Ebomi, é o diploma dado pelo Voduno para dar continuidade do aprendizado dos fundamentos dos voduns.

## Iniciação de ogãs e equedes
Para os cargos ou postos de Ogã e equede normalmente são pessoas escolhidas pela Ialorixá ou por algum Orixá da casa, serão pessoas de sua inteira confiança, pois ficarão com a responsabilidade de zelar da casa e da festa enquanto a ialorixá estiver em transe. 
Uma vez que não entram em transe, Ogãs e equedes passam por todos os preceitos que passam os Iaôs inicialmente e até um determinado momento, mas durante o desenrolar da obrigação constatado que não entrará em transe, é confirmado através do jogo de búzios no merindilogum o Orixá que trará o Oruncó do Ogã ou da equede na festa. 
Se foi escolhido pelo Orixá da Ialorixá ou Babalorixá ou pelo Orixá de uma das Ebomis da casa, o Orixá que o escolheu é que sairá no barracão acompanhando o iniciado. Nesse caso a festa não terá tantas saídas como as saídas de Iaô. Mas no final terá o mesmo banquete de confraternização entre todos presentes. 
Quanto ao resguardo e euó também não será igual ao do Iaô, será de acordo com o jogo de búzios, mas geralmente é de 21 dias de Quelê e normalmente cumpridos na roça, no caso de impossibilidade por motivo de trabalho, sai de manhã para trabalhar e vem dormir na roça até terminar o período de Quelê. Normalmente o Ogã e a equede não cumprem o mesmo resguardo do Iaô, por não ter realizado todos os preceitos necessários ao último. 